# Cordicollis baicalicus
Cordicollis baicalicus là một loài bọ cánh cứng trong họ Anthicidae. Loài này được Mulsant & Rey miêu tả khoa học năm 1866.